# Огородня Гомельская
Огородня Гомельская (бел. Агародня Гомельская) — деревня в Кормянском сельсовете Добрушского района Гомельской области Республики Беларусь.

## География

### Расположение
В 20 км на юго-восток от районного центра Добруш, в 45 км от Гомеля, в 12 км от железнодорожной станции Закопытье, расположенной на линии Гомель — Унеча.

## Транспортная система
Транспортная связь по автодороге Кузьминичи — Добруш.
В деревне 48 жилых домов (2004 год). Планировка — длинная и короткая параллельных улицы, ориентированных с юго-запада на северо-восток. Эти улицы пересекает слегка выгнутая улица. Застройка двухсторонняя, деревянными домами.

### Улицы
- Калинина
- Ленинская
- Набережная
- Советская

## Экология и природа
На западе деревня граничит с урочищем Круглое.

## История
По письменным источникам деревня известна с XVIII века находилась в составе Речицкого повета Минского воеводства ВКЛ. После 1-го раздела Речи Посполитой (1772 год) в составе Российской империи в Гомельской волости Белицкого повета Могилёвской губернии. С 1775 году деревня находилась во владении фельдмаршала графа П. А. Румянцева-Задунайского. С 1834 года владение фельдмаршала графа И. Ф. Паскевича. В 1798 году в Добрушской экономии Гомельского имения.
Со 2-й половины XIX века работали хлебозапасный магазин и пенькотрепальная мастерская. В 1897 году — 3 молитвенных староверческих дома, 3 пенькотрепальни, ветряная мельница, кирпичный завод, 20 лавок, 2 корчмы. В 1907 году в деревенской школе было 120 учеников.
С 1908 года по 9 мая 1923 года центр Кормянской волости Гомельского повета.
С 1910 года работал телеграф.
15 июня 1920 года при пожаре сгорело 38 дворов.
С 8 декабря 1926 года центр Огородня-Гомельского сельсовета Добрушского, с 4 августа 1927 года Тереховского, с 12 февраля 1935 года Добрушского районов Гомельского округа, с 20 февраля 1938 года Гомельской области.
С 1926 года в деревне работали начальная школа и отделение связи. Входила в состав Круговец-Калининского сельсовета Краснобудского района Гомельского округа.
В 1929 году организован колхоз «Красный ударник». В деревне находились паровая мельница, 3 ветряных мельницы, конная круподробилка, кузница.
Во время Великой Отечественной войны оккупанты сожгли деревню и убили 11 жителей. В боях за деревню в сентябре 1943 года погибли 37 воинов и 1 партизан, они были похоронены в братской могиле в центре деревни.
В 1959 году деревня находилась в составе колхоза «Оборона» с центром в деревне Корма. Размещались средняя школа, библиотека, родильный дом, аптека, больница, ветеринарный участок, отделение связи, сепараторный пункт, швейная мастерская.

## Население

### Численность
- 2004 год — 48 дворов, 98 жителей

### Динамика
- 1788 год — 146 жителей
- 1798 год — 240 жителей
- 1816 год — 64 двора
- 1834 год — 95 дворов, 438 жителей
- 1848 год — 125 дворов
- 1881 год — 196 дворов, 583 жителя
- 1897 год — 410 дворов, 2398 жителей
- 1908 год — 2604 жителя
- 1959 год — 786 жителей (согласно переписи)
- 1993 год — 104 двора, 150 жителей
- 2004 год — 48 дворов, 98 жителей

## Культура
- Музей

## Достопримечательность
- Здание бывшего купеческого дома (XIX в.) —  Историко-культурная ценность Республики Беларусь, шифр 313Г000260
- Старообрядческое кладбище
- "Сквер единства". Открыт 17.09.2022 ко Дню народного единства

### Памятник, скульптура
- Братская могила (1943 г.) —  Историко-культурная ценность Республики Беларусь, шифр 313Д000241
- Памятный знак на месте храма ("На этом месте находился храм в честь святителя Николая Чудотворца. Построен в 1836 г. Сожжён в 1956 г.")

### Утраченное наследие
- Свято-Николаевская церковь  (2-я пол. XIX в.) — в церкви служил в 1876—1912 гг. служил Иоанн Кормянский